# Vycor
Vycor – szkło laboratoryjne charakteryzujące się dużą odpornością na wysoką temperaturę i na szok termiczny (pęknięcia powstałe wskutek nagłych zmian temperatury). Zostało pierwszy raz wyprodukowane przez firmę Corning Incorporated. Vycor składa się w 96% z ditlenku krzemu, ale w przeciwieństwie do krzemionki topionej, można z niego otrzymać formy o różnych kształtach.

## Metody produkcji
Produkty z Vycoru wytwarzane są w kilkuetapowym procesie. Najpierw stosunkowo miękkie alkaliczno-borokrzemowe szkło jest topione i formowane typowymi technikami wyrabiania szkła w określony kształt. Jest poddawane działaniu wysokiej temperatury, która powoduje, że w szkle dochodzi do utworzenia dwóch faz szkła z określonym składem. Pierwsza z nich bogata jest w alkalia i borany, i może być łatwo rozpuszczona w kwasie. Druga faza jest praktycznie kwarcowa i jest nierozpuszczalna. Następnie szkło zanurza się w gorącym kwaśnym roztworze, który usuwa fazę rozpuszczalną, a pozostawiając fazę szkła kwarcowego. Na tym etapie szkło jest porowate. Ostatecznie szklany obiekt jest podgrzewany do temperatury wyższej niż 1200 °C, w której porowata struktura szkła się zlewa, w wyniku czego nowy obiekt nieco się kurczy i jest pozbawiony porów. Ostatecznym produktem tej techniki jest szkło zrekonstruowane.
Niekiedy ostatni etap jest pomijany; pozostaje wtedy szkło porowate. Takie szkło ma dobre powinowactwo do wody i jest idealne do skraplania wody z pary wodnej. Jest szeroko rozpowszechnione w nauce i inżynierii.
Zanurzenie porowatego szkła w pewnych związkach chemicznych przed ostatecznym etapem jego podgrzania powoduje zabarwienie tego materiału oraz zwiększa jego odporność na wysokie temperatury.